# Rosmini (famiglia)
Rosmini, nobile famiglia di Rovereto (Tn).
Originaria della Val Brembana, si propagò a Rovereto con Gusmero in diverse famiglie.

## Membri illustri

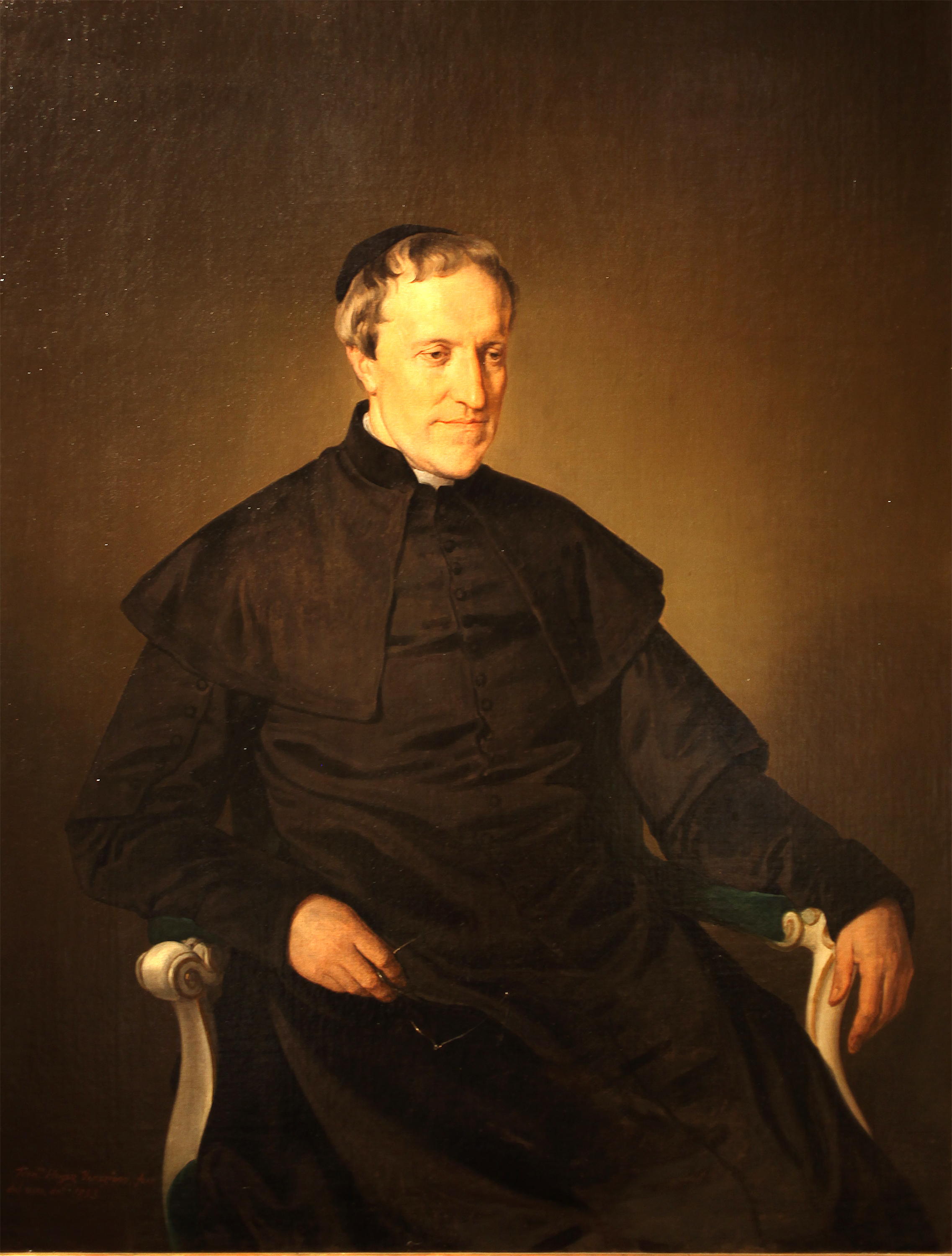
Beato Antonio Rosmini

- Aresmino (XV secolo), figlio di Pietro degli Oprandi, condottiero della Repubblica di Venezia
- Gusmero I Rosmini (XV secolo), figlio di Aresmino, politico
- Gusmero II Rosmini (XVI secolo), al servizioi di Carlo V
- Pietro II Rosmini "Rosmarino" (?-1578), militare al servizio del re Filippo II di Spagna
- Cristoforo Antonio Rosmini (1573-1615), militare
- Nicolò Francesco Rosmini (1678-1733), letterato
- Nicolò Ferdinando Rosmini (1707-1753), collezionista
- Angelantonio Rosmini (1708-1777), religioso
- Ambrogio Rosmini (1741-1818), pittore e architetto
- Carlo Rosmini (1758-1827), letterato e storico
- Gioseffa Margherita Rosmini (1794-1833), educatrice
- Antonio Rosmini (1797-1855), filosofo e teologo

## Proprietà
- Palazzo Rosmini a Rovereto